# Festival de Cinema de l'Alfàs del Pi
El Festival de Cinema de l'Alfàs del Pi és un festival de curtmetratges espanyols creat el 1988 que se celebra cada any al municipi valencià de l'Alfàs del Pi (Marina Baixa) en època estival (primers dies de juliol) convertint-se en un important recurs turístic per a aquest municipi de la Costa Blanca, que durant el festival talla la circulació al centre de la vila. El director del festival és Juan Luis Iborra.

## Premis i projeccions
La secció de competició concedix un primer premi de 5.000 euros, el Far de Plata, un segon premi de 2.500 euros i un tercer premi de 1.250 euros, i el premi del públic de 500 euros, i Fars de Plata com a reconeixement al millor director, guió, fotografia, actor i actriu, a més d'un far honorífic.
Les projeccions dels films a concurs, que es complementa amb pel·lícules més comercials en versió original, amb un preu d'entrada reduït, es realitzen a diferents espais com el Cinema Roma, la Casa de Cultura o la platja del Racó de l'Albir, i es programen activitats paral·leles. Al Passeig de les Estrelles, els homenatjats i premiats amb el guardó "Far de plata" disposen d'una estrela al paviment del passeig (a imitació del passeig homònim de Hollywood). Ací podem trobar estrelles de Carmen Maura o Pedro Almodovar, entre d'altres.
La Radiotelevisió Valenciana ha col·laborat amb el festival transmetent la gala inaugural i aportant fons econòmics.

## Palmarès
| Edició        | 1r Premi                                                     | 2n Premi                                                                            | 3r Premi                                                                               | Millor director                                        | Millor guió                                                    | Millor actor                                                                        | Millor actriu                                                        | Millor fotografia                        | Far de Plata                                                                             |
| ------------- | ------------------------------------------------------------ | ----------------------------------------------------------------------------------- | -------------------------------------------------------------------------------------- | ------------------------------------------------------ | -------------------------------------------------------------- | ----------------------------------------------------------------------------------- | -------------------------------------------------------------------- | ---------------------------------------- | ---------------------------------------------------------------------------------------- |
| I (1989)      | Cost mort de Raül Contel i Ferreres                          | Tarde de domingo i Cinco años de mi vida d'Antonio Pinar                            | -                                                                                      | -                                                      | -                                                              | -                                                                                   | -                                                                    | -                                        | Verónica Forqué José Luis López Vázquez                                                  |
| II (1990)     | La beca de Miguel Azcona                                     | A la altura de los ojos de Miguel Ángel Sánchez                                     | Penilove d'Antonio Pinar                                                               | -                                                      | -                                                              | -                                                                                   | -                                                                    | -                                        | Paco Rabal Jorge Sanz                                                                    |
| III (1991)    | Blanco o negro d'Andrés Sáenz de Heredia                     | El reino de Víctor de Juanma Bajo Ulloa                                             | Mis amigos, esperando a Tato de Claro García Martínez                                  | -                                                      | -                                                              | -                                                                                   | -                                                                    | -                                        | Imanol Arias Florinda Chico                                                              |
| IV (1992)     | Huntza d'Antonio Conesa                                      | La cena de Josune Lasa                                                              | La viuda negra de Jesús R. Delgado                                                     | -                                                      | -                                                              | -                                                                                   | -                                                                    | -                                        | Andrés Pajares Charo López                                                               |
| V (1993)      | El columpio d'Álvaro Fernández Armero                        | Quien mal anda mal acaba de Carlos Sanz                                             | To Blow One's Brain Out de Miguel Balaguer                                             | Álvaro Fernández Armero per El columpio                | Álvaro Fernández Armero per El columpio                        | Antonio Valero per El hombre nervioso                                               | Teresa Caro i Reyes Moleres, per Cita con Alberto                    | -                                        | Fernando Guillén Miguel Bosé Maribel Verdú                                               |
| VI (1994)     | Mejor no hables de Pedro Paz Zamora                          | La vida siempre es corta de Miguel Albaladejo                                       | Expo-X de Jaume Meléndez                                                               | Miguel Albaladejo per La vida siempre es corta         | Jaume Meléndez per Expo-X                                      | Los amigos del muerto (coral)                                                       | Los amigos del muerto (coral)                                        | -                                        | Fernando Colomo Rossy de Palma Marisa Paredes                                            |
| VII (1995)    | Hotel Oasis de Juan Calvo                                    | Sólo amor de José Javier Rodríguez                                                  | Adiós, Toby, Adiós de Ramón Barea                                                      | Ramón Barea per Adiós, Toby, Adiós                     | Samy Brunet per Ombre et lumiére                               | Andy Dick per Hotel Oasis                                                           | Isabel Ordaz i Mónica Sánchez per Sólo amor                          | -                                        | Carmen Maura Amparo Rivelles                                                             |
| VIII (1996)   | Mambrú de Pedro P. Morales                                   | Big Wendy de Juan Martínez Moreno                                                   | “Días sin luz” de Jaume Balagueró Aquí hacemos los sueños realidad d'Alex Calvo Sotelo | Miguel Bardem per La madre                             | Roberto Lázaro per Cien años de cine                           | Enrique San Francisco per El asesino de la calle Pradillo                           | Rosana Pastor per Abre la puerta                                     | Javier Aguirresarobe per Agurra          | Pedro Almodóvar María Barranco                                                           |
| IX (1997)     | Esposados de Juan Carlos Fresnadillo                         | Uno, dos, tres, taxi de Ricardo Aristeo                                             | Teresa y Vanesa d'Álvaro García Capel                                                  | Juan Carlos Fresnadillo per Esposados                  | Albert Ponte per El origen del problema                        | Luis Tosar per El origen del problema                                               | Marina Lozano i Nathalie Seseña per Teresa y Vanesa                  | Santiago Racaj per Uno. dos, tres, taxi  | Ana Belén Maria de Medeiros                                                              |
| X (1998)      | Campeones d'Antonio Conesa                                   | Cazadores d'Achero Mañas                                                            | 9’8 m/s2 d'Alfonso Amador Viqueira i Nicolas Méndez Fonseca                            | Carlos Muguiro per Vínculo                             | Achero Mañas per Cazadores                                     | Saturnino García per La raya                                                        | María Pujalte per Completo confort                                   | Juan Antonio Castaño per La raya         | Carmen Sevilla Lucía Bosé Montxo Armendáriz                                              |
| XI (1999)     | Paraísos artificiales d'Achero Mañas                         | Los dardos del amor d'Álvaro Pastor i David Pareja                                  | Allanamiento de morada de Mateo Gil                                                    | Achero Mañas per Paraísos artificiales                 | María Salgado i Susana Monje por A Violeta                     | Josep Linuesa per Disertaciones sobre una coliflor                                  | Susana Monje per A Violeta                                           | Rafael Bolaños per Lisa                  | Ángela Molina Fernando Trueba José Sacristán                                             |
| XII (2000)    | En malas compañías d'Antonio Hens                            | Desire de Jorge Torregrossa García                                                  | Una luz encendida d'Alberto Ponte                                                      | Jorge Torregrossa García per Desire                    | David Prados-Dona per Siete cafés por semana                   | Luis Zahera per Una luz encendida                                                   | Violeta Cela per Azúcar                                              | Gaizka Bourgeaud per El trabajo          | Luis García Berlanga Concha Velasco                                                      |
| XIII (2001)   | Bailongas de Chiqui Carabante                                | El puzzle de Belén Macías                                                           | 15 días de Rodrigo Cortés                                                              | Belén Macías per El puzzle                             | Laura Belloso per El último cuento                             | Manolo Solo i Julián Villagrán per Bailongas                                        | Berta Riaza per El puzzle                                            | Alfonso Parra per Women in a train       | Emma Suárez Mercè Sampietro i Marro Cayetana Guillén Cuervo Santiago Tabernero           |
| XIV (2002)    | Bamboleho de Luis Prieto Yanguas                             | Historia de un búho de José Luis Acosta                                             | El sueño del caracol d'Iván Sainz-Pardo                                                | Luis Prieto Yanguas per Bamboleho                      | Iván Sainz-Pardo. per El sueño del caracol                     | Roberto Álvarez per Historia de un búho                                             | Ana Gracia per Uno más, uno menos                                    | Javier Aguirre Fernández per Tercero B   | Carlos Saura Eusebio Poncela                                                             |
| XV (2003)     | El laberinto de Simone d'Iván Sainz-Pardo                    | El pollo que se muerde la cola d'Álex Calvo Sotelo                                  | Palos de ciego amor de Miguel del Arco                                                 | Iván Sainz-Pardo per El laberinto de Simone            | Arturo Ruiz per El viaje                                       | Ginés García Millán per Palos de ciego amor                                         | Malena Alterio per El jardín de Iván                                 | Manuel Muñoz per Whipped                 | -                                                                                        |
| XVI (2004)    | Exprés de Daniel Sánchez Arévalo                             | Pomoc d'Abraham Hernández                                                           | Sueños de Daniel Guzmán                                                                | Daniel Sánchez Arévalo per Exprés                      | Abraham Hernández, Estíbaliz Burgaleta i Pablo Remón per Pomoc | Jorge Monje per Física 11                                                           | Ana Wagener per Exprés                                               | Juan Carlos Gómez per Física 11          | Vicente Aranda Fele Martínez Cine Roma Sergi López                                       |
| XVII (2005)   | La culpa del alpinista de Daniel Sánchez Arévalo             | 7'35 de la mañana de Nacho Vigalondo                                                | Nana de José Javier Rodriguez.                                                         | Daniel Sánchez Arévalo per La culpa del alpinista      | José Carlos Ruiz per Cuadrilátero                              | Adolfo Fernández per Chatarra                                                       | Macarena Gómez per Luminaria                                         | Josu Inchaustegui per El soñador         | Adriana Ozores Eduardo Noriega Gonzalo Suárez                                            |
| XVIII (2006)  | Madres de Mario Iglesias                                     | La guerra de Luiso Berdejo i Jorge Dorado                                           | Sintonía de Jose Mari Goenaga                                                          | Mario Iglesias per Madres                              | Luiso Berdejo i Jorge Dorado per La guerra                     | Alberto Ferreiro per Amar                                                           | Esther Ortega, Marta Aledo i Natalia Mateo per Ponys                 | David Tudela per La guerra               | Jaime Chávarri Victoria Abril Lola Dueñas                                                |
| XIX (2007)    | Traumatología de Daniel Sánchez Arévalo                      | Diente por ojo d'Eivind Holmboe                                                     | Padam de José Manuel Carrasco                                                          | Eivind Holmboe per Diente por ojo                      | Daniel Sánchez Arévalo per Traumatología                       | Carlos Blanco i Miguel de Lira per Temporada 92-93                                  | Ana Rayo per Padam                                                   | Alejandro Oset per Diente por ojo        | Agustín Díaz Yanes Silvia Abascal Asunción Balaguer                                      |
| XX (2008)     | Las horas muertas de Haritz Zubillaga                        | 18 segundos de Bruno Zacharias i Miguel López Ximenez                               | Miente d'Isabel de Ocampo García                                                       | Bruno Zacharias i Miguel López Ximenez per 18 segundos | Arturo Ruiz Serrano per Miente                                 | Fernando Valdivielso per Temporada 92-93                                            | Miriam Giovanelli per Limoncello                                     | Ibon Antuñano per Las horas muertas      | Juan Echanove Sara Montiel                                                               |
| XXI (2009)    | El ataque de los robots de Nebulosa 5 de Chema Rodríguez     | Consulta 16 de José Manuel Carrasco                                                 | Lala d'Esteban Crespo García                                                           | Esteban Crespo García per Lala                         | José Manuel Carrasco per Consulta 16                           | Luis Callejo per Consulta 16                                                        | Ana Rayo per Consuta 16                                              | Javier Aguirre Fernández per On the line | Lluís Homar Loles León                                                                   |
| XXII (2010)   | Pablo de Nely Reguera                                        | La rubia de Pinos Puente de Vicente Villanueva                                      | El orden de las cosas de José i Esteban Alenda                                         | Nely Reguera per Pablo                                 | Alberto Dorado per Lost                                        | Miguel Ángel Muñoz per Adiós papá, Adiós mamá                                       | Carmen Ruiz per La rubia de Pinos Puente                             | Tom Connole per El orden de las cosas    | Soledad Villamil Emilio Gutiérrez Caba                                                   |
| XXIII (2011)  | Dicen d'Alauda Ruiz de Azúa                                  | Picnic de Gerardo Herrero                                                           | Bailas ? de Daniel Azancot                                                             | Alauda Ruiz de Azúa per Dicen                          | Esteban Crespo per Nadie tiene la culpa                        | Joaquín Climent Asensio per Morir cada día                                          | Raquel Guerrero per Camas                                            | César Pérez per Dicen                    | Bigas Luna (homenatge) Raúl Arévalo                                                      |
| XXIV (2012)   | Voice Over de Martín Rosete                                  | Luciano de Dani de la Orden i Cyprien Clément-Delmas                                | La boda de Marina Seresesky                                                            | Martín Rosete per Voice Over                           | Marina Seresesky per La boda                                   | Juanma Cifuentes per Aunque todo vaya mal                                           | Yailene Sierra per la boda Toni Acosta per De qué se ríen las hienas | Jon D. Dominguez per She Lost Control    | Álvaro de Luna Blanco (homenatge) Rosana Pastor                                          |
| XXV (2013)    | Misterio de Chema García Ibarra                              | Aquél no era yo d'Esteban Crespo                                                    | Efímera de Diego Modino                                                                | Chema García Ibarra per Misterio                       | Chema García Ibarra per Misterio                               | Juan Tojaka per Aquél no era yo Chani Martín per El rastrillo se quiere comprometer | Alejandra Lorente per Aquél no era yo                                | Ángel Amorós per Aquél no era yo         | Antonio Resines (homenatge) Álex de la Iglesia (25 Aniversari) María Valverde (Far Jove) |
| XXVI (2014)   | Sequence de Carles Torrens                                   | Inside the box de David Martín Porras                                               | Bikini: una historia real de Òscar Bernàcer                                            | Carles Torrens per Sequence                            | Manuela Moreno per Pipas                                       | Asier Etxeandía per Por siempre jamón                                               | Summer Glau per Inside the box                                       | Arnau Valls Colomer per Pitahaya         | Empar Ferrer                                                                             |
| XXVII (2015)  | Bienvenidos de Javier Fesser                                 | La gallina de Manel Raga                                                            | Os meninos do rio de Javier Macipe                                                     | Gerardo Herrero per Safari                             | Javier Fesser, Guillermo Fesser i Luis Manso per Bienvenidos   | Luis Bermejo per Todo un futuro juntos                                              | Helen Kennedy per Safari                                             | Jesús Merino per La gallina              | Joaquín Climent Asensio                                                                  |
| XXVIII (2016) | Timecode de Juanjo Giménez Peña                              | Zero de David Victori                                                               | Not the end de César i José Esteban Alenda                                             | David Victori per Zero                                 | Pere Altimira i Juanjo Giménez per Timecode                    | Javier Rey per Noth the end i Hammudi Al-Rahmoun Font per ‘No me quites             | Laia Costa per No me mires i María León per Not the end              | Lluís Quílez per Graffiti                | Carmen Machi Gracia Querejeta                                                            |
| XXIX (2017)   | Haloperidol de José Manuel Carrasco                          | Madre de Rodrigo Sorogoyen                                                          | Vida en Marte de José Manuel Carrasco                                                  | José Manuel Carrasco per Haloperidol                   | José Manuel Carrasco per Haloperidol                           | Vito Sanz per Normal i Hammudi Al-Rahmoun Font per ‘La puta y el cliente (ROL)      | Pilar Bergés per Haloperidol Marta Nieto per Madre                   | Michal Babinec per Corazón               | Julieta Serrano Javier Gutiérrez                                                         |
| XXX (2018)    | Australia de Lino Escalera                                   | Matria d'Álvaro Gago                                                                | Jauría de Gemma Blasco                                                                 | Álvaro Gago per Matria                                 | Marta Aledo per Seattle                                        | Raúl Prieto per Ahora seremos felices                                               | Nathalie Poza per Australia                                          | Michal Babinec per Vacío                 | Álex García Manuel Gutiérrez Aragón Filmoteca Valenciana                                 |
| XXXI (2019)   | De repente, la noche de Cristina Bodelón i Ignacio de Vicent | Tariq d'Ersin Cilesiz                                                               | Tono menor d'Iván Sainz Pardo                                                          | Salvador Calvo per Maras                               | Iván Sainz Pardo per Brocolli                                  | Yrik Allison per Fear                                                               | Marta Nieto per De repente, la noche                                 | Mateusz Smolka per Tariq                 | Leticia Dolera Roberto Álamo Chicho Ibáñez Serrador                                      |
| XXXII (2020)  | Els que callen d'Albert Folk                                 | Black Bass de Rakesh Narwani Mateoren Ama d'Aitor Arregi Galdos i Jose Mari Goenaga | Ni oblit ni perdó de Jordi Boquet                                                      | Álvaro Gago per 16 de Decembro                         | David González per La dignitat                                 | Manolo Solo per A la cara                                                           | Patricia Bargalló per Flora                                          | Pau Esteve Birba per Black Bass          | Anna Castillo Pepe Viyuela                                                               |

### Altres premis atorgats
- 1995 - Menció especial del jurat a Santiago Segura per Evilio, vuelve el purificador
- 1996 - Millor veu en off a Francesc Orella per Ábreme la puerta i millor música a Javier Ortiz per Mi jarrón chino
- 1997 - Millor muntatge a Nacho Ruiz Capillas per Esposados
- 2003 - Menció especial del jurat a Carisma de David Planeo
- 2008 - Menció especial a Niños que nunca existieron
- 2011 - Premi especial a 5 millones de Víctor Díaz Somoza i Premi del Públic a Nadie tiene la culpa d'Esteban Crespo
- 2012 - Menció especial a Ahora no puedo
- 2018 - Millor curt valencià per La pizca d'Adán Aliaga; millor curt dirigit per dones La inútil de Belén Funes. I premi del públic per Matria
- 2019 - Millor curt dirigit per dones Tou aussi ça te chatouille? de Lucía Valverde.
- 2020 - Millor curt dirigit per dones Flora d'Anice Mateu